# Arquebisbat de Katowice
L'arquebisbat de Katowice (polonès: Archidiecezja katowicka, llatí: Archidioecesis Katovicensis) és una seu metropolitana de l'Església Catòlica a Polònia. Al 2016 tenia 1.443.000 batejats sobre una població de 1.486.000 habitants. Actualment està regida per l'arquebisbe Wiktor Paweł Skworc.

## Territori
L'arxidiòcesi s'estén sobre la part central del voivodat de Silèsia.
La seu episcopal és la ciutat de Katowice, on es troba la catedral de Crist Rei.
El territori s'estén sobre 7.692 km², i està dividit en 321 parròquies, agrupades en 20 vicariats.

## Història
La diòcesi va ser erigida el 28 d'octubre de 1925 mitjançant la butlla del papa Pius XI. Originàriament era sufragània de l'arquebisbat de Cracòvia
El 25 de març de 1992, després de la reorganització de les diòcesis poloneses realitzada pel papa Joan Pau II, mitjançant la butlla Totos tuus Poloniae populus, cedí part del seu territori a benefici de l'erecció dels bisbats de Bielsko-Żywiec i de Gliwice, i paral·lelament va ser elevada al rang d'arxidiòcesi metropolitana.

## Cronologia episcopal
- August Hlond, S.D.B. † (14 de desembre de 1925 - 24 de juny de 1926 nomenat arquebisbe de Gniezno-Poznań)
- Arkadiusz Lisiecki † (24 de juny de 1926 - 13 de maig de 1930 mort)
- Stanislaw Adamski † (2 de setembre de 1930 - 12 de novembre de 1967 mort)
- Herbert Bednorz † (12 de novembre de 1967 - 1983 jubilat)
- Damian Zimoń (3 de juny de 1985 - 29 d'octubre de 2011 jubilat)
- Wiktor Paweł Skworc, des del 29 d'octubre de 2011

## Estadístiques
A finals del 2016, la diòcesi tenia 1.443.000 batejats sobre una població de 1.486.000 persones, equivalent al 97,1% del total.
| any  | població  | població  | població | sacerdots | sacerdots       | sacerdots       | sacerdots             | diaques | religiosos | religiosos | parròquies |
| ---- | --------- | --------- | -------- | --------- | --------------- | --------------- | --------------------- | ------- | ---------- | ---------- | ---------- |
| any  | batejats  | total     | %        | total     | clergat secular | clergat regular | batejats por sacerdot | diaques | homes      | dones      |            |
| 1950 | 1.260.000 | 1.282.000 | 98,3     | 506       | 459             | 47              | 2.490                 |         | 62         | 1.806      | 233        |
| 1970 | 1.600.000 | 1.700.000 | 94,1     | 858       | 719             | 139             | 1.864                 |         | 186        | 1.753      | 261        |
| 1980 | 2.036.000 | 2.200.000 | 92,5     | 919       | 803             | 116             | 2.215                 |         | 222        | 1.499      | 348        |
| 1990 | 2.260.934 | 2.373.374 | 95,3     | 1.136     | 979             | 157             | 1.990                 |         | 292        | 1.390      | 425        |
| 1999 | 1.700.000 | 1.750.000 | 97,1     | 1.008     | 882             | 126             | 1.686                 |         | 213        | 922        | 310        |
| 2000 | 1.650.000 | 1.700.000 | 97,1     | 1.018     | 894             | 124             | 1.620                 |         | 202        | 914        | 311        |
| 2001 | 1.650.000 | 1.700.000 | 97,1     | 1.035     | 908             | 127             | 1.594                 |         | 222        | 887        | 312        |
| 2002 | 1.735.000 | 1.785.000 | 97,2     | 1.053     | 920             | 133             | 1.647                 |         | 212        | 977        | 313        |
| 2003 | 1.670.000 | 1.719.000 | 97,1     | 1.052     | 922             | 130             | 1.587                 |         | 203        | 883        | 313        |
| 2004 | 1.660.000 | 1.712.000 | 97,0     | 1.061     | 930             | 131             | 1.564                 |         | 199        | 879        | 313        |
| 2006 | 1.640.000 | 1.685.000 | 97,3     | 1.071     | 946             | 125             | 1.531                 |         | 180        | 843        | 314        |
| 2013 | 1.477.900 | 1.520.900 | 97,2     | 1.105     | 976             | 129             | 1.337                 |         | 194        | 819        | 319        |
| 2016 | 1.443.000 | 1.486.000 | 97,1     | 1.092     | 966             | 126             | 1.321                 | 3       | 199        | 870        | 321        |